# Houman Seyyedi

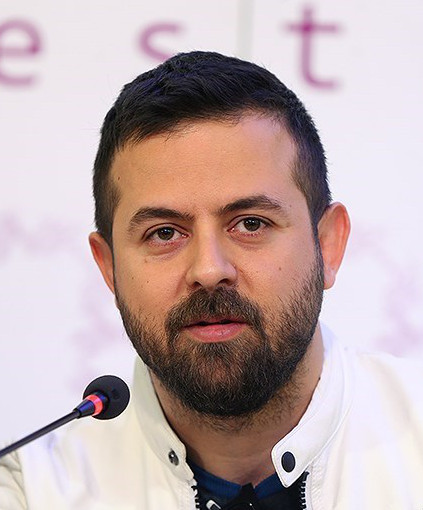
Houman Seyyedi in 2016

Houman Seyyedi (persisch هومن سيدی, geboren am 29. November 1980 in Rascht) ist ein iranischer Schauspieler, Regisseur und Drehbuchautor.

## Leben und Werk
Houman Seyyedi wurde am iranischen Jugendkinoverband ausgebildet und nahm Schauspielunterricht in Teheran. Er spielte 2005 zusammen mit Reza Kianian in dem Film Yek teke nan und spielte dann eine kurze Rolle in Asghar Farhadis Film Feuerzauber. Er spielte 2007 die Hauptrolle in Bahram Tavakolis Barefoot in Paradise. Dieser Film war der erste Spielfilm von Bahram Tavakoli, der ihn bekannt machte, und Seyyedi wurde auch für den Preis des besten männlichen Schauspielers beim Cinema Festival nominiert. Seyyedi ist auch als Theater-Schauspieler tätig.
Nach mehreren Kurzfilmen drehte Houman Seyyedi 2009 seinen ersten Spielfilm mit dem Titel Afrika. Dieser Film wurde beim 29. Internationales Fajr-Filmfestival mit zwei Preisen ausgezeichnet. Er hat verschiedene Auszeichnungen erhalten, darunter sechs Crystal Simorghs – was ihn zum einzigen Regisseur macht, der drei Siege in der Kategorie „Special Jury Prize“ errungen hat – zwei Hafez Awards, fünf Irans Film Critics and Writers Association Awards, einen NETPAC Award und einen Asian New Talent Award. Sein sechster Film World War III (2022) gewann bei den 79. internationalen Filmfestspielen von Venedig den Orizzonti-Preis für den besten Film.

## Filmografie (Auswahl)

### Schauspieler
- 2005: Yek teke nan (یک تکه نان)
- 2006: Feuerzauber (چهارشنبه‌سوری)
- 2007: Barefoot in Paradise
- 2017–2021: Asheganeh (Fernsehserie, 25 Folgen)
- 2018: Golshifteh (Fernsehserie, 18 Folgen)
- 2020–2021: The Frog (Fernsehserie, 15 Folgen)

### Regisseur & Drehbuchautor
- 2011: Africa
- 2014: Thirteen
- 2015: Confessions of My Dangerous Mind
- 2016: Sound and Fury
- 2018: Sheeple
- 2020–2021: The Frog (Fernsehserie, 15 Folgen)
- 2022: World War III